# 영화 (후진)
영화(永和)는 중국 후진(後秦) 요홍(姚泓)의 연호이자 후진의 마지막 연호이다. 416년 2월에서 417년 8월까지 1년 7개월 동안 사용하였다. 417년 8월, 동진(東晉)에게 후진은 멸망하고 연호도 폐지되었다.
같은 시기에 사용된 다른 연호로는 동진(東晉)에서 사용한 의희(義熙: 405~418년), 서진(西秦)에서 사용한 영강(永康: 412~419년), 북량(北凉)에서 사용한 현시(玄始: 412~428년), 서량(西凉)에서 사용한 건초(建初: 405~417년), 가흥(嘉興: 417~420년), 하(夏)에서 사용한 봉상(鳳翔: 413~418년), 북연(北燕)에서 사용한 태평(太平: 409~430년), 북위(北魏)에서 사용한 신서(神瑞: 414~416년), 태상(泰常: 416~423년)이 있다.

## 연대대조표
| 영화                | 원년                           | 2년                  |
| 서력                | 416년                          | 417년                |
| 육십간지 (六十干支) | 병진(丙辰)                     | 정사(丁巳)           |
| 동진 (東晉)         | 의희(義熙) 12년                | 13년                 |
| 서진 (西秦)         | 영강(永康) 5년                 | 6년                  |
| 북량 (北凉)         | 현시(玄始) 5년                 | 6년                  |
| 서량 (西凉)         | 건초(建初) 12년                | 13년 가흥(嘉興) 원년 |
| 하 (夏)             | 봉상(鳳翔) 4년                 | 5년                  |
| 북연 (北燕)         | 태평(太平) 8년                 | 9년                  |
| 북위 (北魏)         | 신서(神瑞) 3년 태상(泰常) 원년 | 2년                  |

## 같이 보기
- 다른 왕조의 같은 연호
  - 후한(後漢) 영화(136년 ~ 141년)
  - 동진(東晉) 영화(345년 ~ 356년)
  - 북량(北凉) 영화(433년 ~ 439년)
  - 민(閩) 영화(935년)

- 중국의 연호

| 이전 연호 홍시(弘始) | 중국의 연호 후진(後秦) | 다음 연호 - |